# Jonah Hex
Jonah Hex is een Amerikaans-Filipijnse westernstripreeks.

## Inhoud
Jonah Hex speelt zich oorspronkelijk af in de negentiende eeuw en draait om de Amerikaanse premiejager Jonah Hex. Hex werd als kind als slaaf verkocht aan de indianen en groeide bij hen op. Tijdens de Amerikaanse Burgeroorlog ging hij bij het leger van de Geconfedereerde Staten van Amerika. Na de oorlog werd hij een premiejager die regelmatig iemand vermoordt. Uiteindelijk wordt Hex zelf vermoord in 1904.
Bij een reboot wordt Hex in 1875 uit zijn tijd ontvoerd en belandt hij in de 21e eeuw.

## Verfilming
Jonah Hex is een Amerikaanse film uit 2010 gebaseerd op deze stripreeks. De rol van Jonah Hex wordt hierin vertolkt door Josh Brolin.